# Villers-sur-Bar
 Villers-sur-Bar  là một xã ở tỉnh Ardennes, thuộc vùng Grand Est ở phía bắc nước Pháp.